# Belogradcsiki sziklák
A belogradcsiki sziklák (bolgárul: Белоградчишки скали) jellegzetes homokkő és konglomerátum sziklaalakzatok csoportja, amelyek a Balkán-hegység nyugati végében, Bulgária északnyugati részén Vidin megyében, a névadó Belogradcsik városa körül. A kőzetek színe elsősorban vörös és sárga között változik; a sziklák egy része eléri a 200 méteres magasságot. Sok szikla egyedi formája érdekes legendákkal társul. Gyakran azokról az emberekről vagy tárgyakról nevezték őket, amelyekről úgy gondolják, hogy hasonlítanak rájuk. A leghíresebb látnivalónak a sziklatornyok közé épített belogradcsiki erőd számít. A belogradcsiki sziklákat a bolgár kormány természetvédelmi területnek nyilvánította, és a régió fő turisztikai attrakciójának számítanak, így 2011-ben felkerültek az UNESCO világörökségi javaslati listájára. A helyszín emellett a kritikusan veszélyeztetett Hieracium belogradcense endemikus bolgár növényfaj egyetlen élőhelye.

## Földrajza

### Fekvése
A belogradcsiki sziklák a Balkán-hegység nyugati részén terülnek el egy 30 km hosszú és legfeljebb 3 km széles kelet-nyugat irányú sávban, és 50 km2-es területet ölelnek fel. Nyugaton a Rabisa falu, keletről pedig Belotinci falu határolja. A sziklák központi csoportja ezektől délre, Belogradcsik városával szomszédos. Itt található több figyelemre méltó képződmény: Ádám és Éva, a gomba, az iskolálány, a medve, a dervis, a pásztorfiú, az oroszlán, a teve, a madonna, a lovas, a szerzetesek, a Bendida istennő, a lázadó Velko, és sok más névvel és legendával rendelkező formáció. A sziklák második csoportja a várostól nyugatra fekszik. A sziklák alpesi jellegűek, meredek szakadékok veszik körül őket, ezek közül a leghíresebbek a Zbegovete, Erkuprija és Borics. A harmadik csoport 4 km-re fekszik keletre, és magában foglalja a Latin-kaput és a Lipenik-barlang körüli sziklákat. A negyedik sziklacsoport Borovica és Falkovec falvak között fekszik, ezek közé tartoznak a fenyő, a méh, a Torlak és a szobalány nevét viselő kövek. Az ötödik kőcsoport Gjurgics és Belotincsi falvak között terül el.

### Geológiája
A terület kialakulása mintegy 230 millió évvel ezelőtt a paleozoikum végén kezdődött, mikor permi homok- és márgarétegek rakódtak le ezen a területen. A szilikátosodás és a hőhatás eredményeként keletkeztek a ma is jellemző kőzetek, amelyek vas-oxidos szennyezés miatt vöröses, esetleg sárgás árnyalatot kaptak.
A triász időszakban a régió egy sekély tengerfenékké vált. Ugyanakkor a korábbi paleozoikus kőzetek pusztulása óriási mennyiségű kavicsot, homokot és agyagot képezett, amelyeket a folyók a tenger medencéjébe raktak le. Az üledék felhalmozódott, és fokozatosan vastagabb konglomerátumrétegekké és homokkővé vált, a konglomerátumdarabokat pedig idővel a víz erői lekerekítették. A jura időszakban szürke és fehér mészkőrétegek rakódtak le a homokkövekre. Amikor a Balkán-hegység 45 millió évvel ezelőtt felgyűrődött, a terület szárazfölddé vált. A belogradcsiki antiklinális az őt felgyűrő erők hatására több helyen felhasadt. A terület legmagasabb részén található repedéseknél megkezdődött a víz, a szél és a hőmérséklet-ingadozás pusztító eróziós munkája, így a repedések mentén epigenetikus (átöröklött) völgyképződés zajlott le.
A függőleges irányú behatolás és a felszíni folyók a kőzetrétegek vertikális eróziójának kedveztek, és a hasadásokat, ahol a tektonikus mozgások történtek, a kis völgyekben és függőleges vagy meredek lejtőkkel rendelkező vízmosások átalakították, amelyek így külön függőleges tömböket képeztek, és amelyeket a mai látványos formációk alapjának tekintenek. Ez a tevékenység idővel elérte a homokköveket, amely egyenetlen keménysége miatt változó mértékben erodálódott, esetleg a keményebb kőzetek egy-egy darabja rajta maradt megvédve az alatta lévő rétegeket, így látványos sziklatornyok és kőgombák jöttek létre, amelyek akár a 200 méteres magasságot is elérhetik.

## Turizmus
A Bolgár Természet és Környezetvédelmi Bizottság 1949-ben nyilvánította a sziklákat védett területté, és 1987-ben szerepelnek a bolgár nemzeti természeti értékek nyilvántartásában. 1984-ben a belogradcsiki sziklákat és a Magura-barlangot is felvették az UNESCO világörökségi javaslati listájára. A közelmúltban felmerült egy geopark létrehozása, amely Vidin megy 4 legdélebbi települését foglalná magába, és 1373 km2-es területet ölelne fel, szerepe pedig a geológiai értékek mellett a történelmi és kulturális elemek megőrzése és népszerűsítése lenne. A cél az UNESCO Globális Geopark Hálózatába és az Európai Geoparkok Hálózatába való bekerülés lenne. Az Európai Unió által is támogatott projektről azonban a 2014-ben beadott pályázat óta nincsenek új fejlemények.
2008 szeptemberében Belogradcsik az Európai Bizottság European Destination of Excellence versenyének húsz győztesének egyike volt. 2009 januárjában a sziklákat Bulgária jelöltjeként nevezték meg a természet 7 új csodájának nemzetközi versenyében.
A belogradcsiki sziklák Bulgária északnyugati részének egyik fő turisztikai célpontjának számítanak, hozzájuk tartozik még a belogradcsiki erőd, amelyet a természetes sziklaalakzatok felhasználásával alakítottak ki, és innen nyílik az egyik legszebb panoráma a vidékre. Közvetve ide sorolható még a közeli Magura-barlang, amely Rabisa falu közelében található néhány kilométerre északnyugatra. Egy másik közeli turisztikai attrakció a környéken Baba Vida középkori erődje a közeli Vidin városában, amely a Duna mentén áll, közvetlenül a bolgár-román határon.

Az erőd egyik sziklatornyáról nyíló panoráma

## Galéria

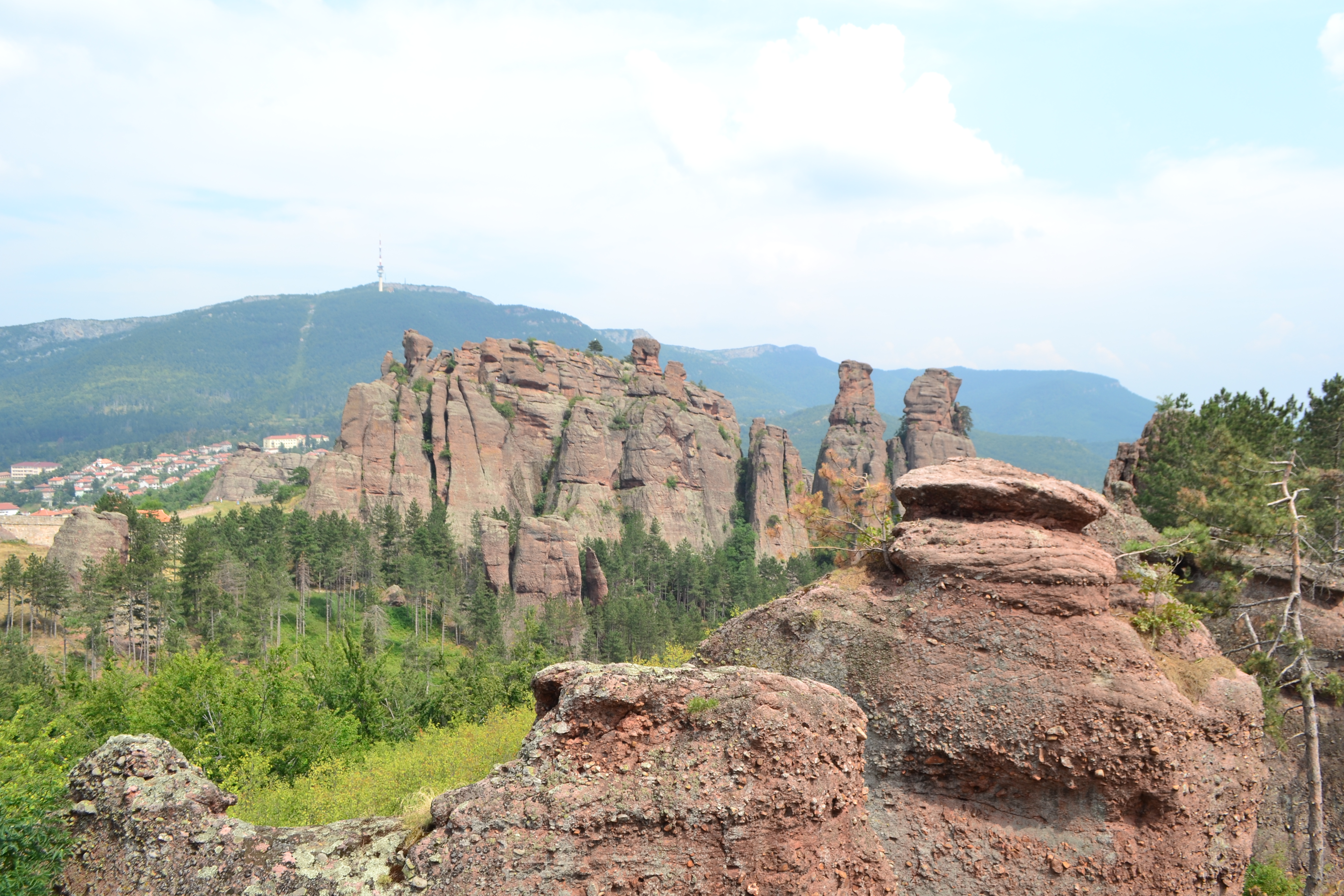
A város fölött magasodó tömbök
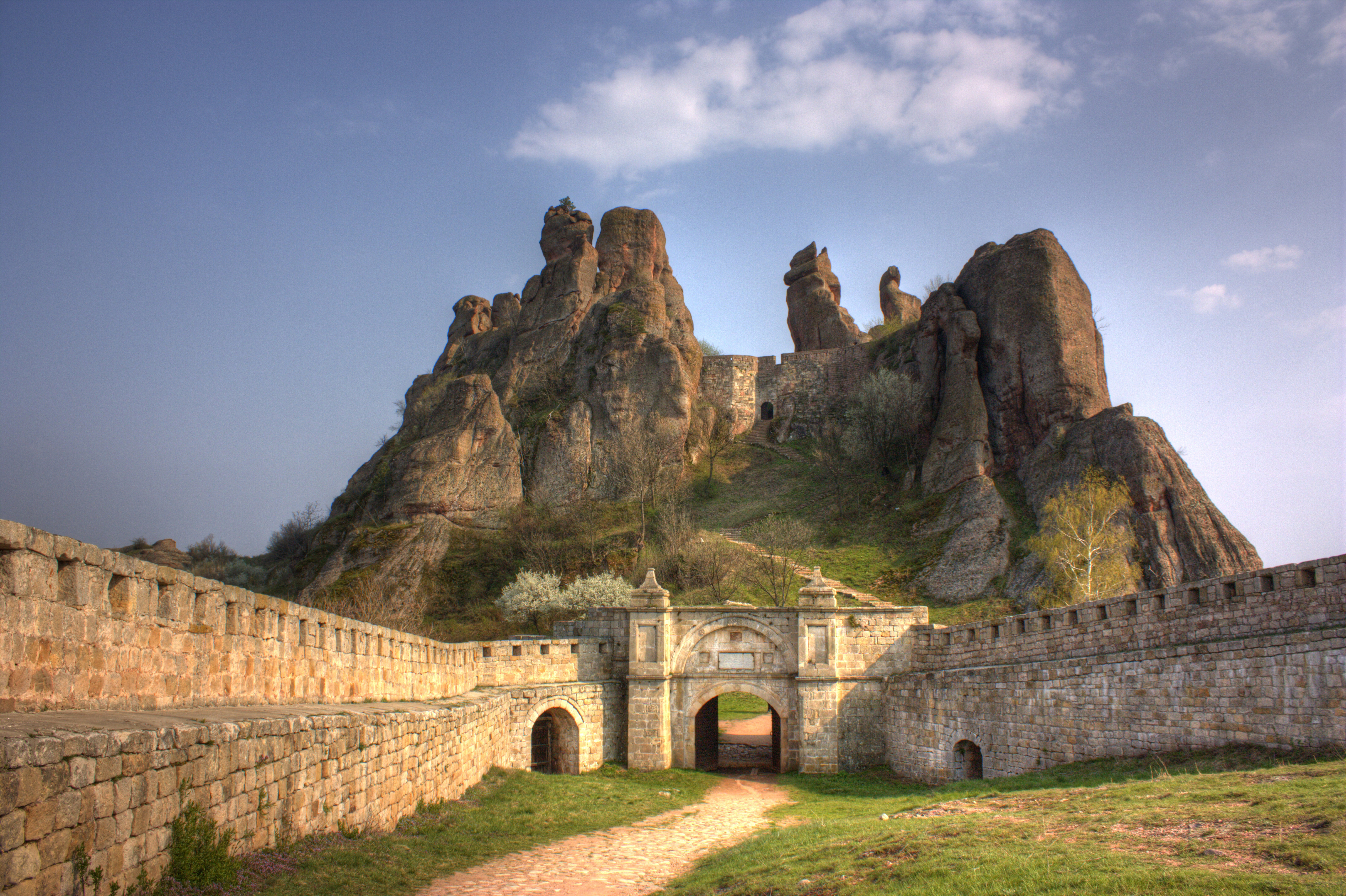
A terület jelképének számító belogradcsiki erőd
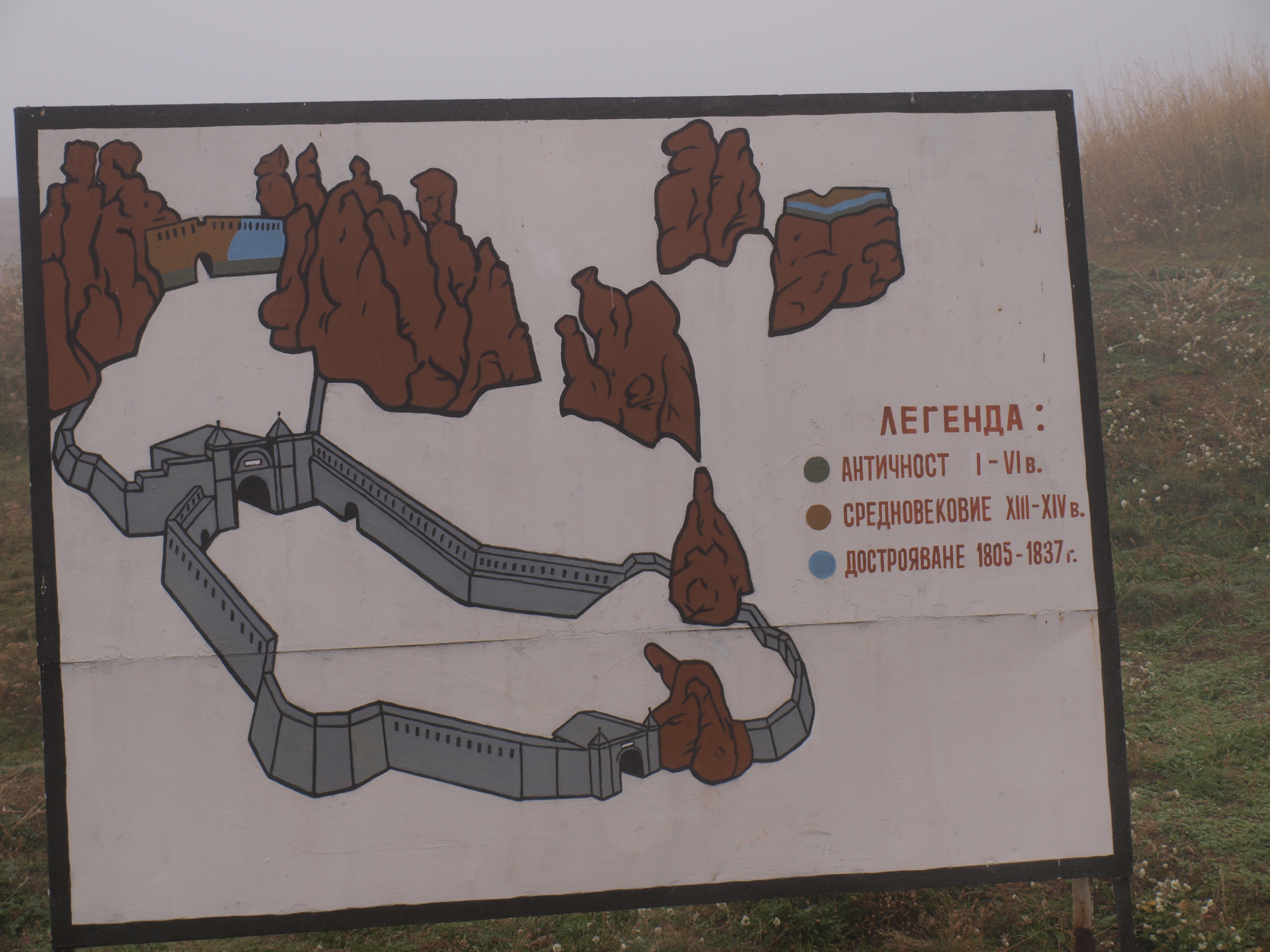
A vár tájhasználatát bemutató ábra
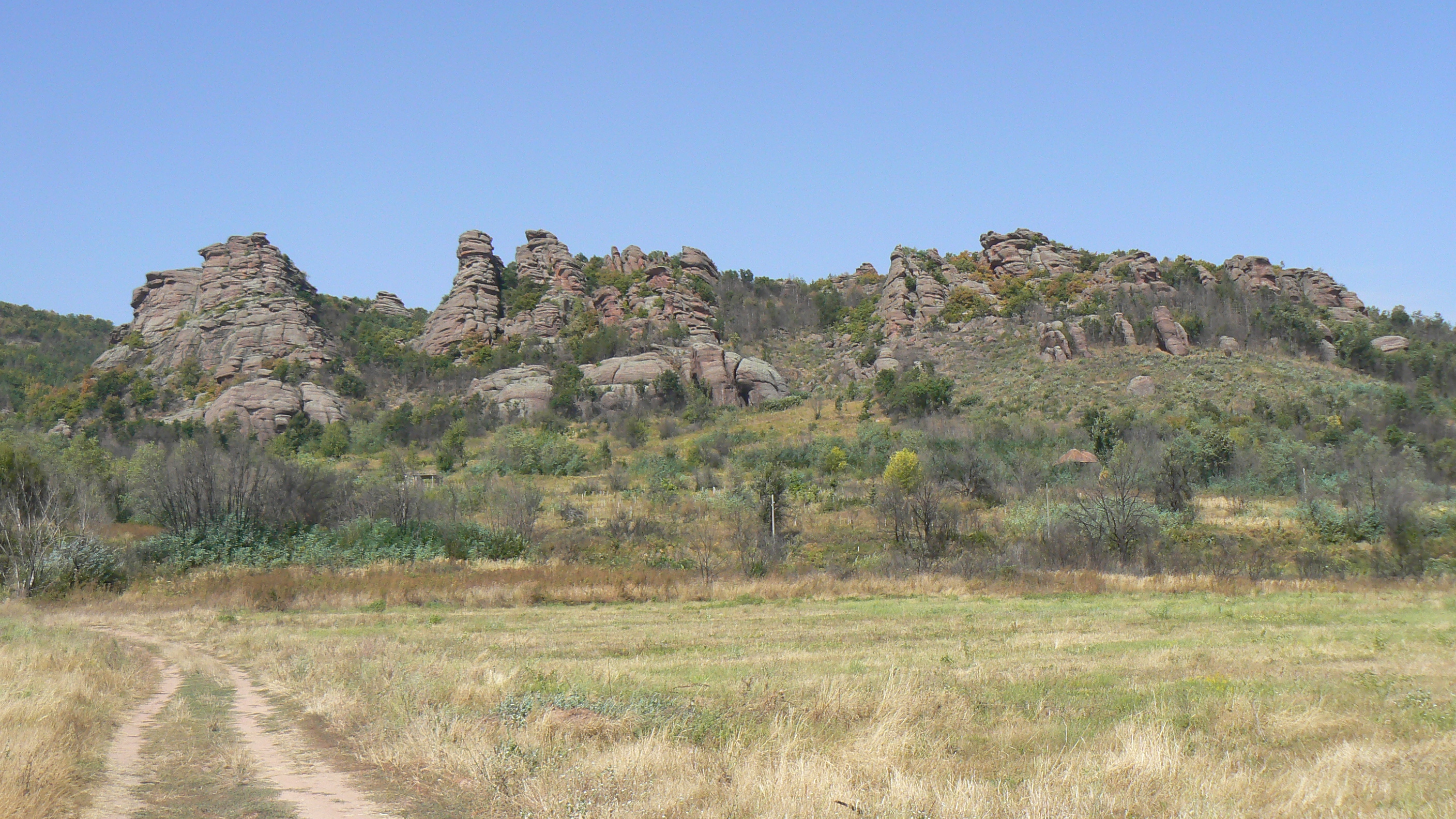
A vonulat déli lejtői
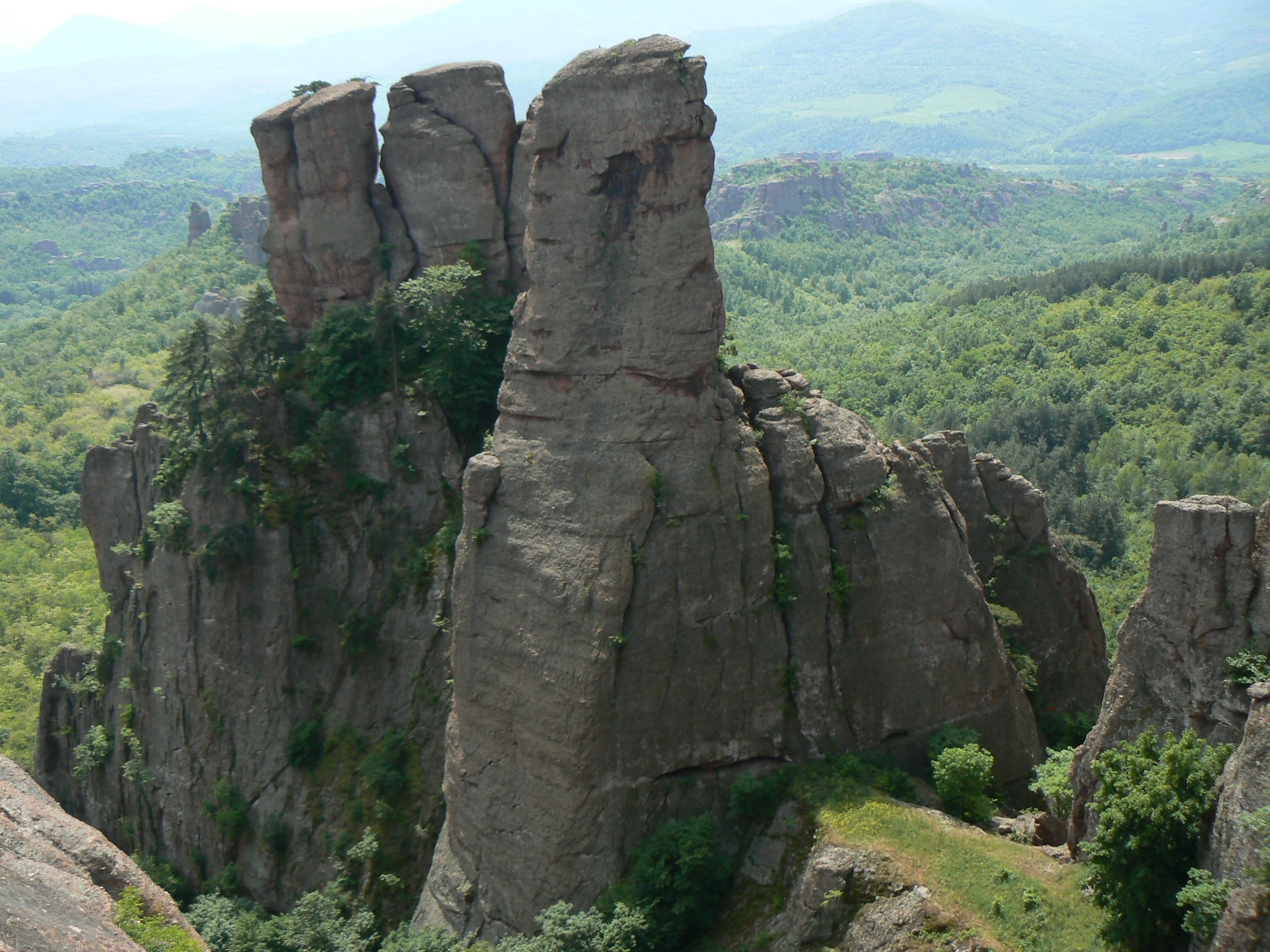
Az erózió által kialakított magas és meredek kőtornyok
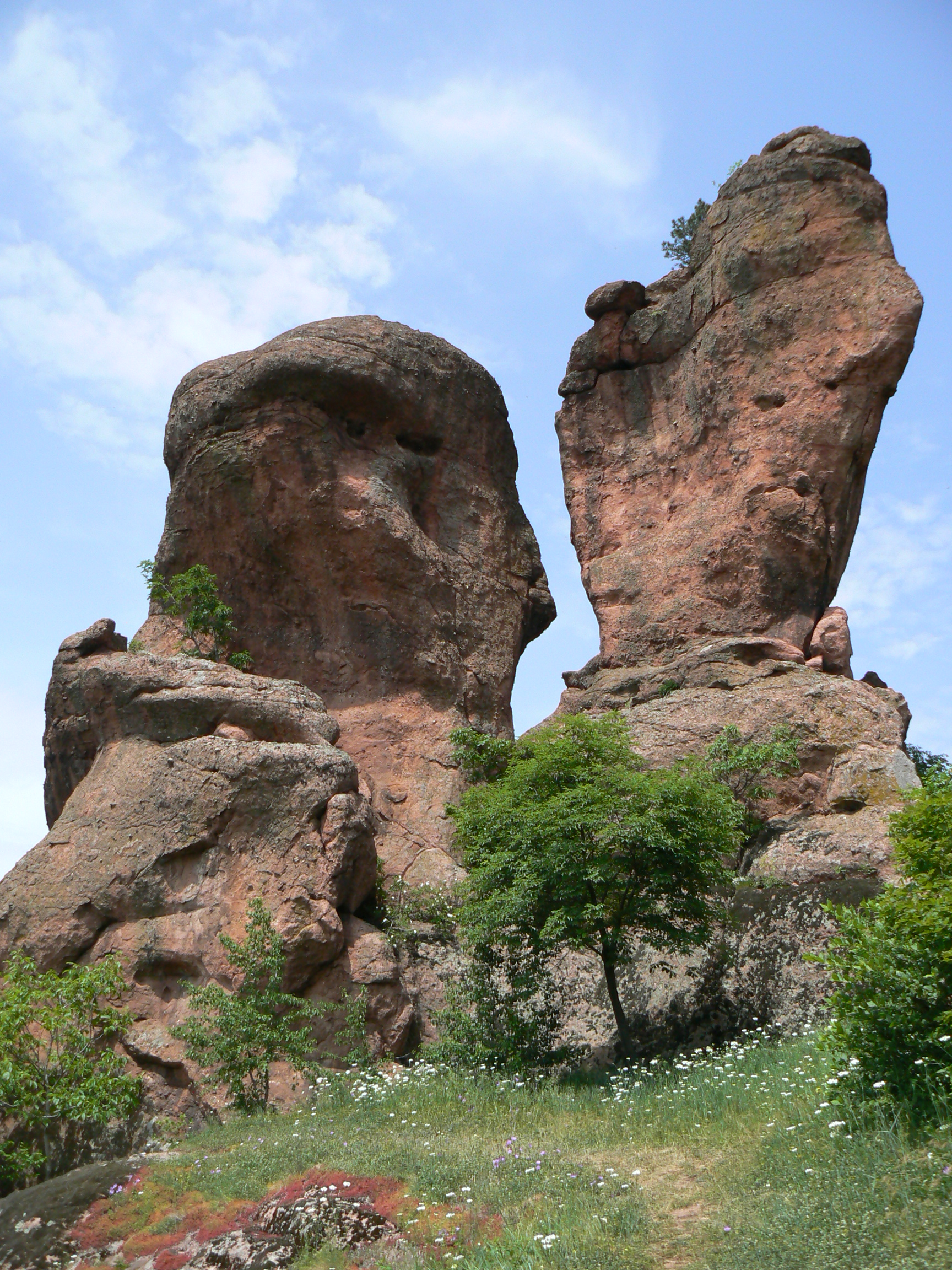
Jellegzetes alakú sziklák
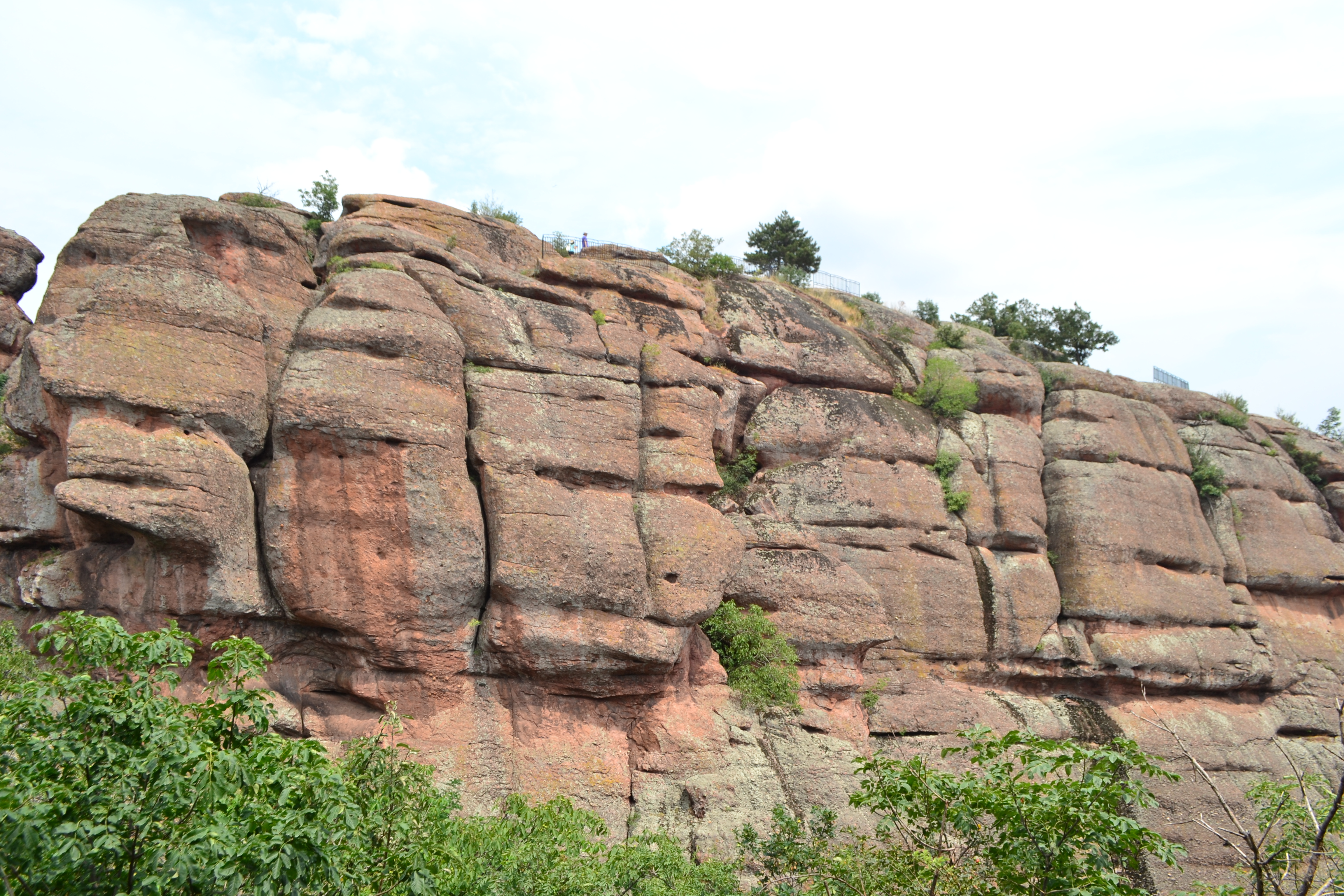
A vas-oxid által vörösre színezett homokkő
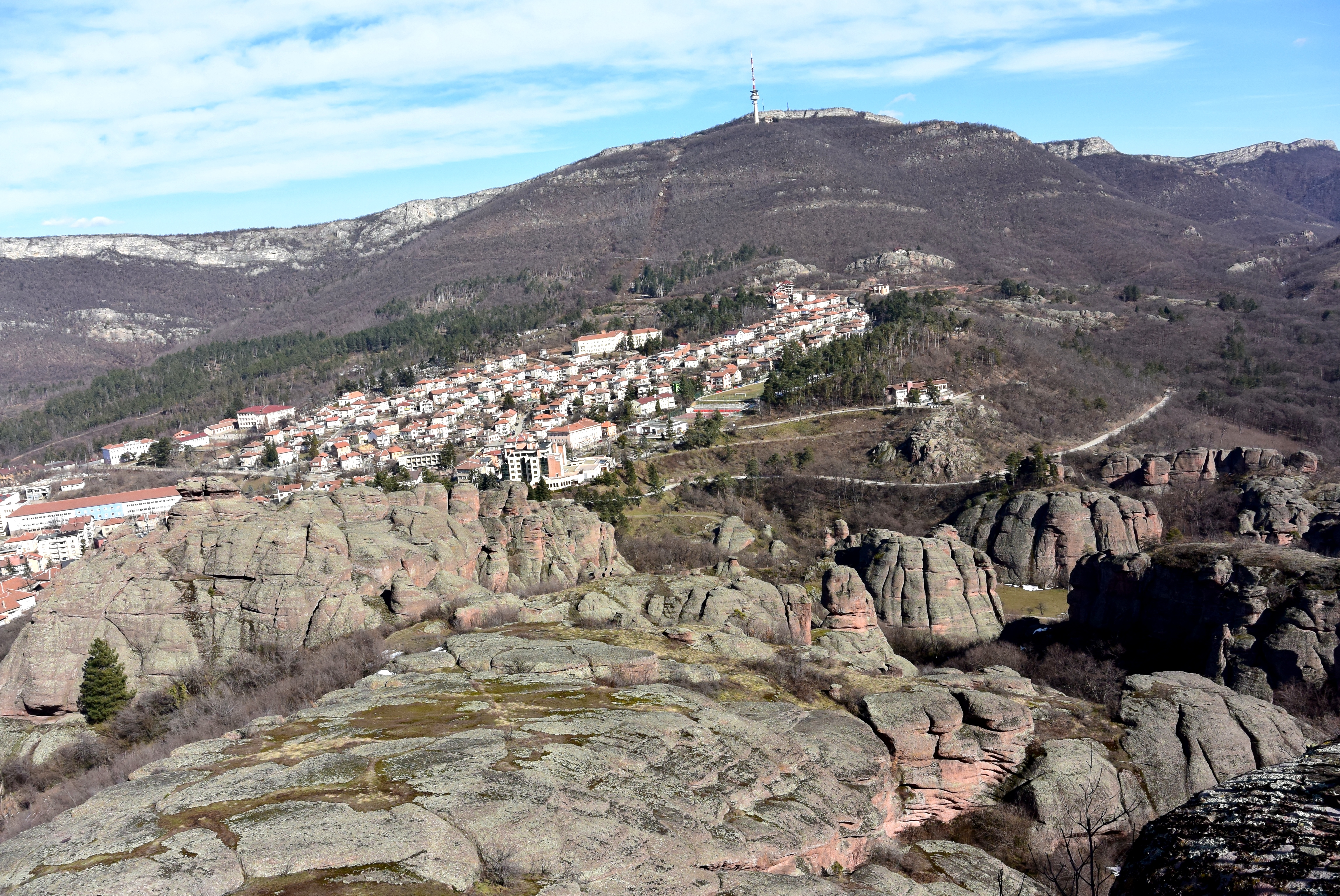
A város feletti karrmező
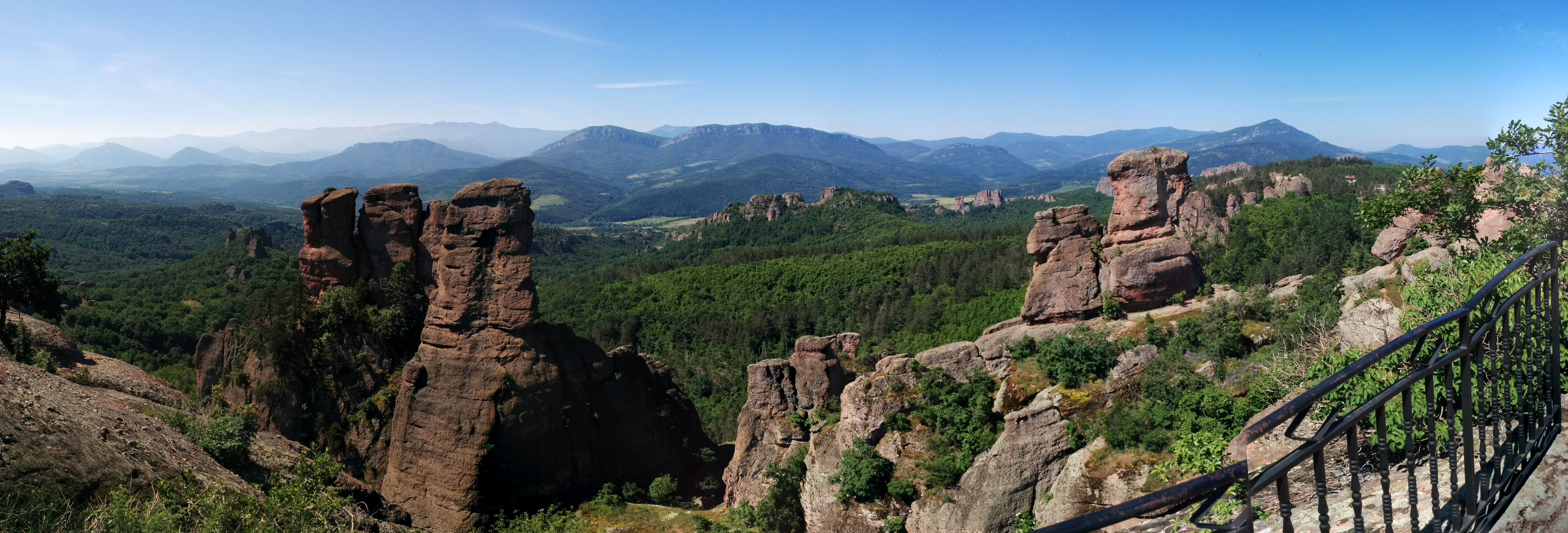
A lenyűgöző formációkban gazdag táj panorámája

## Fordítás
- Ez a szócikk részben vagy egészben  a   Belogradchik Rocks című angol Wikipédia-szócikk ezen változatának fordításán alapul.  Az eredeti cikk szerkesztőit annak laptörténete sorolja fel. Ez a jelzés csupán a megfogalmazás eredetét és a szerzői jogokat jelzi, nem szolgál a cikkben szereplő információk forrásmegjelöléseként.